# Anthonie Christensen
Anthonie Christensen, genannt Anthonore, geborene Tscherning (* 5. Juli 1849 in Kopenhagen; † 27. August 1926 in Usserød), war eine dänische Blumenmalerin.

## Leben
Christensen war eine Tochter des Politikers und Offiziers Anton Fredrik Tscherning (1795–1874) und der Eleonore Christine, geborene von Lützow (1817–1890), Tochter eines Offiziers. Der Vater war 1848 zum dänischen Kriegsminister ernannt worden; die Mutter hatte sich künstlerisch zunächst auf die Blumenmalerei spezialisiert, wechselte jedoch noch vor ihrer Heirat zur Landschaftsmalerei. Der Ehe entstammten außer Anthonie ein Sohn Eilert (1851–1919), der Chirurg wurde, sowie die Tochter Sara Brigitte, verheiratete Ulrik (1855–1916), die wie Mutter und Schwester Malerin wurde. Zusammen mit ihrer Mutter reiste Anthonie Tscherning 1869 über Dresden, die Schweiz und Norditalien nach Paris. 1871 heiratete sie den Altphilologen Christian Axel Richard Christensen (1843–1876), einen Bruder des Landschaftsmalers Godfred Christensen (1845–1928). Mit ihrem Ehemann unternahm sie zu archäologischen und topographischen Studien eine Reise durch Italien und über Sizilien nach Griechenland, mit längeren Aufenthalten in Rom und Athen. Anschließend hielt ihr Mann als Privatdozent Vorlesungen in Kopenhagen, starb jedoch bereits nach fünfjähriger Ehe. Der gemeinsame Sohn Axel Anthon Christensen (1874–1911), Mathematikhistoriker und Bibliothekar, änderte 1901 seinen Familiennamen zu Bjørnbo. Für 1898 sind Studien Anthonie Christensens an der schwedischen Westküste dokumentiert, des Weiteren ein Aufenthalt in München; 1902 hielt sie sich erneut in Rom auf. Sie starb 77-jährig im Krankenhaus von Usserød, einem Stadtteil im Norden von Kopenhagen. Ihre Urne wurde auf dem Holmens Kirkegård in Kopenhagen beigesetzt.
Anthonie Christensen war eine der produktivsten dänischen Malerinnen ihrer Zeit. Bereits als Kind erhielt sie Unterweisungen im Zeichnen und Malen von ihrer Mutter, danach von der Blumenmalerin Emma Thomsen (1820–1897). Des Weiteren orientierte sie sich an Arbeiten von Otto Diderich Ottesen (1816–1892). Frühe Studien entstanden bei Ørholm, nördlich von Kopenhagen, wo sie ihre Kindheit verbrachte. 1872/73 war sie Stipendiatin des Hjelmstjerne-Rosencrone-Stipendiums; 1887 erhielt sie den von der Kopenhagener Akademie verliehenen Neuhausen-Preis (dänisch: Neuhausens Pris) für ihr Gemälde Kurv med afakaarne Blomster (Blumenkorb). Sie hinterließ unzählige Stillleben mit den verschiedensten Blumen, Blattpflanzen und blühenden Obstbaumzweigen in Vasen und in freier Natur, gelegentlich mit Bezug zur Umgebung beziehungsweise zur Landschaft. Zu ihren Privatschülerinnen gehörten Königin Olga von Griechenland und die dänische Kronprinzessin Louise, die spätere Gemahlin von König Fredrik VIII. Prinzessin Dagmar, nachmals Kaiserin Marija Fjodorovna, nahm ein Gemälde als Hochzeitsgeschenk mit nach Russland. Das Kunstmuseum in Kopenhagen (Statens Museum for Kunst) erwarb ihre Komposition mit Anemonen, Valmuegruppe fra Strandmøllehaven von 1892.

## Werk (Auswahl)

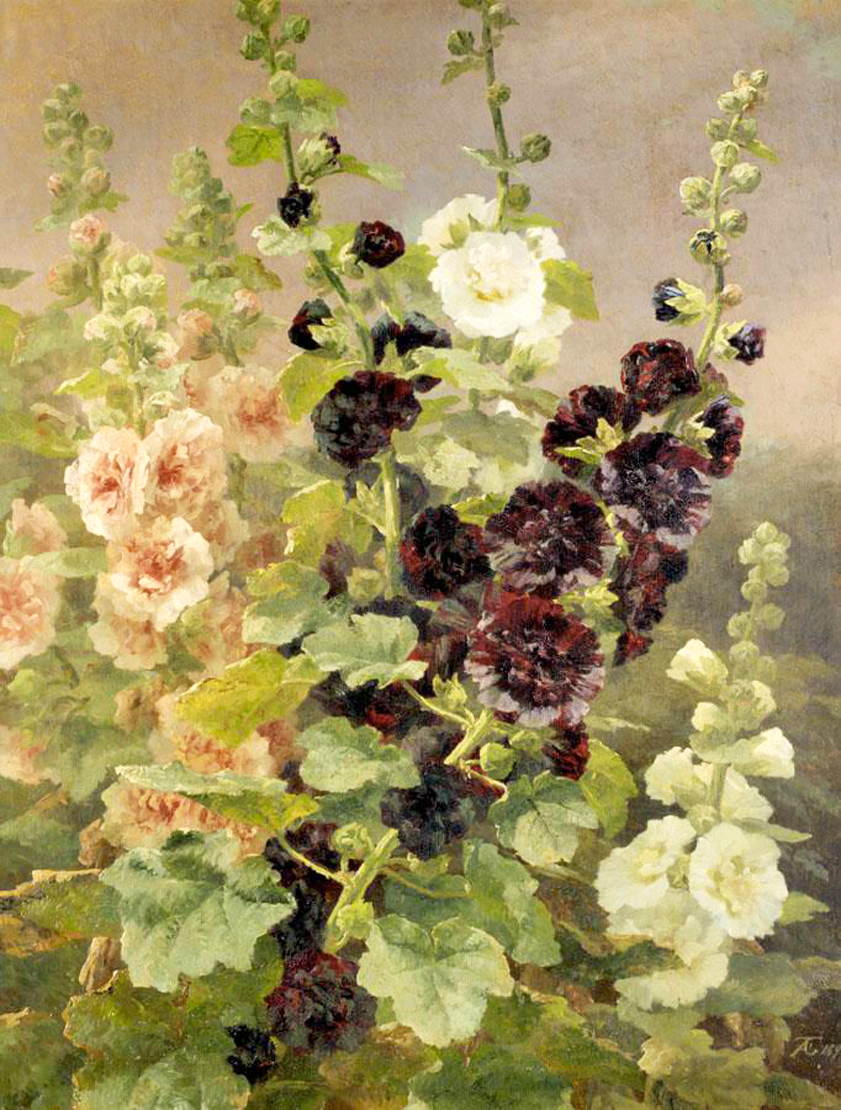
Anthonore Christensen – Hollyhocks, 1894

- Roser og liljer (Rosen und Lilien): Aalborg, Nordjyllands Kunstmuseum
- Nørreskoven i Vejle: Vejle, Kunstmuseum
- Gule azaleaer (Gelbe Azaleen), 1909: Tønder, Sønderjyllands Kunstmuseum
- Blomstrende ranunkler og nellikerod (Blühende Ranunkeln und Nelkenwurzen), 1909: Roskilde, Museum

- En guldsmed flyver gennem et blomsterbed (Libelle fliegt durch ein Blumenbeet), 1870
- Antiker Bogen eines Aquädukts mit üppiger Vegetation bei der Villa Wolkonsky in Rom, 1872
- Palmer og krukker i en gårdhave i Rom (Palmen und Gläser in einem Bauerngarten in Rom), 1872: Kunsthandel
- Figenkaktus og snerler, bezeichnet: Syrakusa 1872: Kunsthandel
- Røde Aakander fra Slotshaven i Athen (Rote Seerosen im Athener Schlossgarten), 1873
- Grønne planter omkring en kapitæl (Grüne Pflanzen bei einem Kapitell), 1873
- Humle ved en sø med åkander (Hopfen und Seerosen an einem See), 1876
- Motiv fra Sverige, med klokkeblomster, blomstrende brombær samt egeløv (Motiv aus Schweden mit Glockenblumen, blühenden Brombeeren und Eichenlaub), 1880
- Vandhul med åkander (Teich mit Seerosen), 1880: Kunsthandel
- Voksende blå vindrueklaser og orange tallerkensmækkere (Baue Trauben und orangefarbene Kapuzinerkresse), 1888
- Parti fra Alperne (Alpenansicht), 1891
- Weiße Rosen, 1891: Kunsthandel
- Blomsterkompositioner. Et studie af gule roser og blomstrende kirsebærblomster (Blumenstillleben; Studie mit gelben Rosen und Kirschblüten), 1894
- Vilde blomster ved Kullen (Wildblumen bei Kullen, Schweden), 1898
- Forårsdag i skoven ved Ørholm (Frühlingstag im Wald bei Ørholm, nördlich von Kopenhagen), 1899
- Blomstrende rosenbusk ved en schweizisk sø, i baggrunden bjerglandskab (Blühender Rosenbusch an einem Schweizer See, im Hintergrund Berglandschaft), 1900
- Blomstrende kejserbusk, Alperne (Blühender Schneeball in den Alpen), 1900
- View from Rome, 1902
- Fra Palatinerhøjen i Rom (Ansicht vom Palatin in Rom), 1902
- Agaver fra Palatinum i Rom (Agaven auf dem Palatin in Rom), 1902
- Fra Klostergaarden ved Termemuseet i Rom: Kunsthandel
- Pompeie. Udsigt over Theatret (Blick über das Theater von Pompeij), 1902
- Markblomster tæt ved Rungsted Station (Blumen in der Nähe der Rungsted-Eisenbahnstation, nördlich von Kopenhagen), 1903
- Opstilling med gule roser og æbleblomster (Stillleben mit gelben Rosen und Apfelblüten), 1904
- Blomstrende lyng og tusindfryd (Heidekraut und Gänseblümchen), 1906
- Pinseliljer og forglemmigej (Weiße Narzissen und Vergissmeinnicht), 1914
- Gule og lyserøde roser (Gelbe und rosarote Rosen), 1917
- Hvide og lyserøde hybenroser (Weiße und rosarote Wildrosen), 1924

## Ausstellungsbeteiligungen (Auswahl)
- 1867: Schloss Charlottenborg bei Kopenhagen, Ausstellung des Kunstvereins (erstmals): Blomster ved en fredet Grav und Blomster  ved en forfalden Grav (Blumen an einem aufgelassenen bzw. an einem verfallenen Grab). Bis 1927 war sie bei insgesamt 55 Ausstellungen mit 233 Arbeiten in den Präsentationen des Kunstvereins vertreten.
- 1872 und 1883: Kopenhagen, Nordische Industrie-, Ackerbau- und Kunstausstellung.
- 1876: Philadelphia, USA, Kunstausstellung der Weltausstellung.
- 1882: Kopenhagen, Ausstellung des Künstlerverbandes vom 18. November (Kunstnerforeningen af 18. November).
- 1895: Kopenhagen, Frauenausstellung (Kvindernes udstilling fra fortid og nutid i Kjøbenhavn).
- 1901: Kopenhagen, Rathaus-Ausstellung (Rådhusudstilling).
- 1904: Odense, Museum (Fyens Stifts Kunstforening Udstilling af Malerier fra fyenske Herregaarde paa Odense Museum 15. Maj - 15. Juni 1904).[2]
- 1908/09: Kopenhagen, Frühjahrsausstellung (Kunstnernes Efterårsudstilling).
- 1920: Kopenhagen, Retrospektive Frauenausstellung (Kvindelige kunstneres retrospektive udstilling).[3]